# Neoveitchia
Neoveitchia é um género botânico pertencente à família Arecaceae. É endémico à ilha de Viti Levu, nas Ilhas Fiji. A única espécie é N. storckii.